# Phragmidium hendersonii
Phragmidium hendersonii är en svampart som beskrevs av Bahç. & Kabakt. 2005. Phragmidium hendersonii ingår i släktet Phragmidium och familjen Phragmidiaceae.   Inga underarter finns listade i Catalogue of Life.